# A Family Affair: Live at Joe Segal’s Jazz Showcase
A Family Affair: Live at Joe Segal’s Jazz Showcase ist ein Jazzalbum von Ira Sullivan & Stu Katz. Die am 26. bis 29. August 2010 im Jazzclub The Jazz Showcase in Chicago entstandenen Aufnahmen erschienen am 20. September 2011 auf Origin Records.

## Hintergrund
Zum Zeitpunkt ihrer gemeinsamen Auftritte an vier Abenden in Joe Segals Jazz Showcase in Chicago blickten Ira Sullivan und der Vibraphonist und Pianist Stuart „Stu“ Katz auf eine 57-jährige Geschichte der Zusammenarbeit zurück, die auf ihr erstes Treffen im Jahr 1954 zurückreichte. Katz, der als Teenager regelmäßig mit Sullivan gespielt hatte, strebte dann eine juristische Karriere an. Mit dabei bei diesem Konzerten waren der Pianist Dan Trudell, der Bassist Dennis Carroll und der Schlagzeuger George Fludas; letztere beiden spielten seit Jahren häufig mit Sullivan. Neben zwei Eigenkompositionen Sullivans spielten sie mit ihrer Begleitband meist Standards wie Lullaby of the Leaves, Pennies from Heaven, Scrapple from the Apple, Take the “A” Train und Yesterdays. In letzterem Stück sang Lucia Newell ein Scat-Solo. Stus Sohn Steve Katz, der auch Produzent der Session war, übernahm den Bass in Take the “A” Train.

## Titelliste
- Ira Sullivan, Stu Katz: A Family Affair: Live at Joe Segal’s Jazz Showcase (Origin Records – 82599)[2]
  1. Blues Two Views (Ira Sullivan), 7:53
  2. Gee, Matthew  (Ira Sullivan), 11:41
  3. Pennies from Heaven (Johnny Burke, Arthur Johnston), 9:08
  4. Scrapple from the Apple (Charlie Parker), 7:00
  5. Lullaby of the Leaves (Bernice Petkere, Joy Young), 9:03
  6. Yesterdays  (Otto Harbach, Jerome Kern), 7:45
  7. Take the “A” Train (Billy Strayhorn), 9:31
  8. Stablemates (Benny Golson), 6:54
  9. What a Friend We Have in Jesus  (Charles C. Converse), 1:43

## Rezeption
Ken Dryden verlieh dem Album in AllMusic 4½ Sterne und lobte: „Das aufmerksame Publikum genoss das Wiedersehen offensichtlich genauso wie die Spieler auf der Bühne, ein weiteres gutes Beispiel für unvergessliche Musik, die im langjährigen Chicagoer Nachtlokal dokumentiert wurde.“

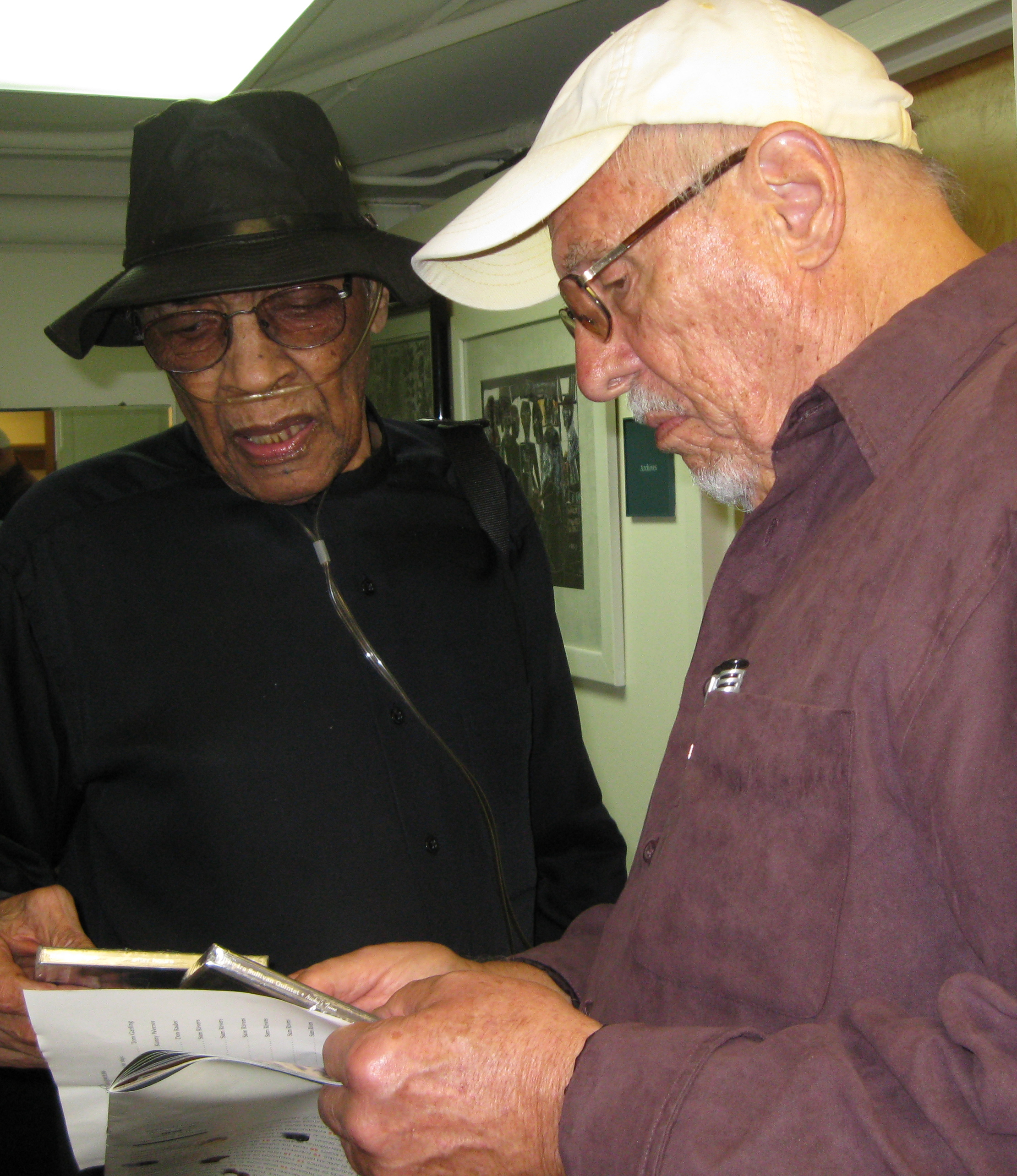
Ira Sullivan (rechts) mit Sam Rivers (2009)

Nach Ansicht von William Carey, der das Album in All About Jazz rezensierte, ist A Family Affair  ein Mitschnitt für alle Zeiten, eine äußerst befriedigende Aufnahme an einer der ehrwürdigsten Institutionen des Landes. Der Multiinstrumentalist Sullivan sei hier in guter Form und klinge so energisch wie ein Spieler, der halb so alt ist, aber mit einer Subtilität und Geschmacksicherheit in seiner Phrasierung, die nur aus Jahrzehnten im Musikgeschäft stammen kann. Katz sei sowohl auf dem Vibraphon als auch auf dem Klavier hervorragend. Von der Set-Liste der Mitschnitte seien, so Carey, die interessantesten Momente die Balladen und die weniger abgenutzten Stücke. Lullaby of the Leaves sei einfach großartig, ebenso wie Yesterdays mit der feinen Stimme von Lucia Newell.
Lloyd Sachs lobte in JazzTimes, nach all den Jahren sei Sullivans multi-instrumentale Brillanz immer noch blendend. Hervorhebenswert sei Sullivans neue Komposition Blues Two Views, in der er unterschiedliche Spielweisen zwischen gedämpfter Trompete (hartkantig und lyrisch) und Tenorsaxophon (bluesig und atemlos) zeigte. In Yesterdays, in dem er zum Sopransaxophon wechselte, erweckte er den Jerome Kern-Standard mit einer Intensität, die man auf dem Instrument oder in Verbindung mit dem Song nicht oft hören könne.